# Martynas Anysas
Martynas Anysas (* 5. Dezember 1895 in Kinten, Landkreis Heydekrug, Deutschland; † 29. Januar 1974 in Toronto, Kanada) war ein litauischer Jurist, Historiker und Diplomat (Konsul).

## Leben
Anysas studierte an der Berliner Universität und an der Universität Hamburg. 1935 promovierte er in den Rechtswissenschaften zum Thema Der litauisch-polnische Streit um das Wilnagebiet von seinen Anfängen bis zum Gutachten des ständigen Internationalen Gerichtshofes vom 15. Oktober 1931. Von 1920 bis 1929 war er Attaché an der litauischen Gesandtschaft in Berlin sowie von 1929 bis 1934 Konsul in Hamburg. Von 1934 bis 1939 war er als Berater des Gouverneurs von Klaipėda tätig. Von 1936 bis 1939 war er Hochschullehrer am Handelsinstitut Klaipėda und von 1939 bis 1941 am Handelsinstitut Šiauliai. Nach der Besetzung Litauens wurde er entlassen, emigrierte 1940 nach Deutschland und nach dem Krieg nach Kanada. Hier war er einer der Gründer und Leiter des Baltenbunds Kanadas und Historiker.

## Bibliografie
- Der litauisch-polnische Streit um das Wilnagebiet von seinen Anfängen bis zum Gutachten des ständigen Internationalen Gerichtshofes vom 15. Oktober 1931 (Lietuvos ir Lenkijos ginčas dėl Vilniaus krašto: Tarptautinio teismo rūmų 1931 spalio 15 d. sprendimas), Dissertation, Würzburg, Berlin 1934
- Klaipėdos krašto konvencija ir statutas einant nuolatinio Tarptautinio teismo Hagoje sprendimu iš 1932 VIII 11, 1935 (Deutsch und Litauisch)
- Senprūsių kovos dėl laisvės su vokiečių riterių ordinu nuo 1230 iki 1283 m., 1968
- Žymios lietuvės moterys padavimuose ir istorijoje (mit V. Anysienė), 1970
- Kova dėl Klaipėdos 1927–1939, atsiminimai, 1978